# Distrito de Huachos

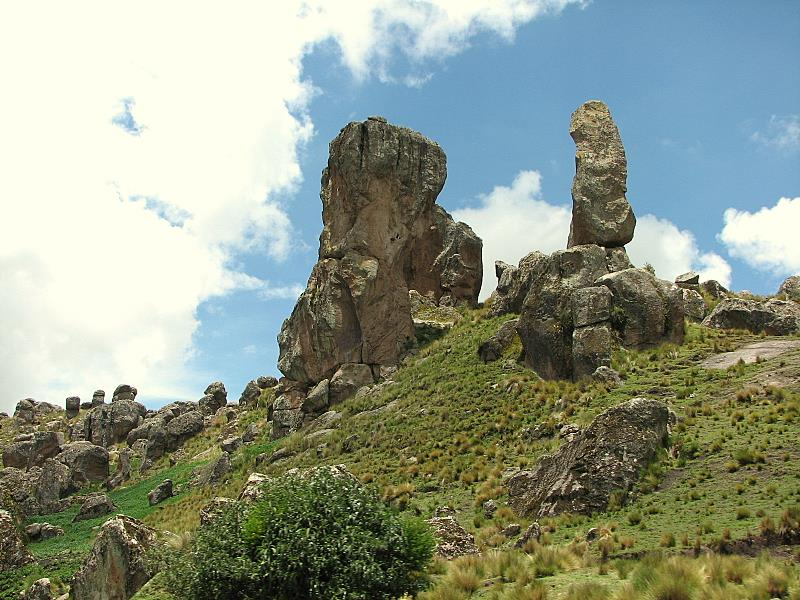

El Distrito peruano de Huachos es uno de los trece distritos de la Provincia de Castrovirreyna, ubicada en el Departamento de Huancavelica, bajo la administración del Gobierno regional de Huancavelica, en la zona central del Perú.   Limita por el norte con los distritos de Castrovirreyna y Arma; por el sur con los distritos de Capillas y Mollepampa; por el este con el Distrito de Mollepampa; y, por el oeste con el distrito de San Juan.
Desde el punto de vista jerárquico de la Iglesia católica, forma parte de la Diócesis de Huancavelica.

## Historia
Huachos fue creado en la época de la independencia.

## Geografía
La población total en este distrito es de 1,774 personas  y tiene un área de 172,01 km².

## Autoridades

### Municipales
- 2015 - 2018[5][6]
  - Alcalde: Pedro Miguel Huaycochea Vera,
  - Regidores: VICTOR HUGO MOREYRA GRANDA, GERMAN TOMAS BASALDUA QUILCA, ROSA AMANDA VALENZUELA ROJAS ,RENEE HORTENCIA CARDENAS DIAZ, CESAR EDGAR MOLINA ALVARO).[7]

- 2011 - 2014[5][6]
  - Alcalde: René Alicia Díaz Villavicencio, Movimiento independiente Trabajando Para Todos (TPT).
  - Regidores: Alberto Crisóstomo Valenzuela Villavicencio (TPT), María Cecilia Chávez Cárdenas de Rivera (TPT), César Edgar Molina Álvaro (TPT), Wilmer Wilfredo Quevedo Canales (TPT),  Víctor Hilarión Rivas Martínez (Partido Popular Cristiano).[8]
- 2007 - 2010
  - Alcalde: Marco Antonio Suárez,[9] Alianza electoral Unidad Nacional.

### Policiales
- Comisario:   PNP.

### Religiosas
- Diócesis de Huancavelica[10]
  - Obispo de Huancavelica: Monseñor Isidro Barrio Barrio.[11]
- Parroquia
  - Párroco: Pbro.  .

## Festividades
Fiesta Patronal en honor a la "Virgen de la Natividad" y el Santo Patrón "San Cristobal" de Huachos, del 06 al 13 de Setiembre de cada año.